# Ераков, Александр Николаевич
Александр Николаевич Ераков (1817—1886) — русский инженер; близкий знакомый Н. А. Некрасова. Ему посвящены поэма Некрасова «Недавнее время» (1871) и стихотворение «Элегия» (1874).

## Биография
Родился в 1817 году. 
Окончил в 1835 году Институт корпуса инженеров путей сообщения и начал работать на сооружении шлиссельбургских шлюзов канала императора Петра Великого. В 1846—1848 годах занимался перестройкой Ново-Каменного моста через Обводный канал в Петербурге, за что был награждён орденом Св. Анны 3-й степени (1848). С 1842 по 1849 годы он принимал участие в комитетах по составлению Урочного положения и Строительного устава (1864—1869). Работал в министерстве путей сообщения, главным образом, по вопросам администрации русской железнодорожной сети; с 1849 года он был помощником начальника опытного пути Николаевской железной дороги (от Петербурга до Колпина); в 1851—1852 годах — помощником начальника всей дороги.
Был в отставке с 20 декабря 1856 по 26 октября 1864 года. С 1865 года полковник А. Н. Ераков — вице-директор Департамента железных дорог.
В октябре 1867 года получил чин действительного статского советника. Был награждён орденами: Св. Анны 3-й и 2-й ст., Св. Станислава 2-й ст. с императорской короной (1856), Св. Владимира 4-й ст. (1866).
Оставив в 1869 году государственную службу, он состоял членом правления по выбору в некоторых акционерных железнодорожных обществах.
В «Отечественных записках» неоднократно печатались статьи Еракова по железнодорожному делу. В 1873 году было напечатано его «Исследование о полной сети железнодорожных сообщений в России» (СПб.: тип. т-ва «Обществ. польза»).
А. Ф. Кони отмечал: «Ераков был живой, образованный, чрезвычайно добрый и увлекающийся человек, обладавший тонким художественным вкусом». В его доме (№ 9 по 1-й Красноармейской улице) на «вторники» собирался цвет петербургской интеллигенции; здесь были Н. А. Некрасов, М. Е. Салтыков-Щедрин, С. П. Боткин, И. Ф. Горбунов.
Умер 23 октября (4 ноября) 1886 года. Похоронен на петербургском Новодевичьем кладбище; его могила находится рядом с могилой Н. А. Некрасова.
В Ораниенбауме А. Н. Еракову принадлежал лесной массив, который ораниенбаумцы именовали «Ераковским парком» и усадьба, в которой по проекту П. П. Шрейбера была возведена дача.

## Семья
Жена — Анна Львовна Еракова (урожд. Дуссик; 1821—1850). Их дети:
- Лев (1839—1885) — учёный в области железнодорожного подвижного состава, профессор Петербургского института инженеров путей сообщения.
- Мария, в замуж. Мамчич (1842—1872), переводчица. Публиковалась в журнале «Отечественные записки» и в других периодических изданиях. Похоронена рядом с отцом на петербургском Новодевичьем кладбище[5].
- Вера, в замуж. Данилова (1847—1896).  Окончила Петербургскую консерваторию по классу фортепиано, давала уроки музыки. Писательница, переводчик. В консерватории была учреждена премия ее имени, которая выдавалась каждые пять лет лучшей ученице фортепианного класса. Ее муж — генерал от артиллерии Алексей Николаевич Данилов.
- Надежда (25.04.1849[8]—1897).

Анна Львовна умерла 21 января 1850 года в возрасте 28 лет. После её смерти воспитанием детей А. Н. Еракова занималась сестра Н. А. Некрасова, Анна Алексеевна Буткевич (1823—1882), в 1860-е годы ставшая гражданской женой Александра Николаевича.